# 常春藤联盟商学院

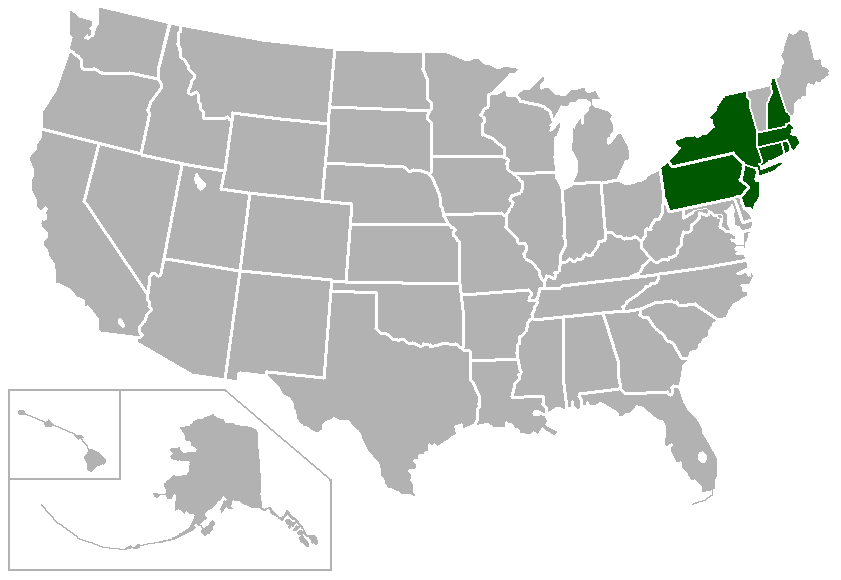
常春藤联盟分布位置。

在美国，有8所大学缔属常春藤联盟，其中的6所有商学院，它们分别是：
| 学院名称               | 所属院校       | 授予学位                                             | 成立时间 |
| ---------------------- | -------------- | ---------------------------------------------------- | -------- |
| 華頓商学院             | 宾夕法尼亚大学 | 理学学士（BS）, 工商管理硕士（MBA）, 哲学博士（PhD） | 1881年   |
| 塔克商学院             | 达特茅斯学院   | 工商管理硕士                                         | 1900年   |
| 哈佛商学院             | 哈佛大学       | 工商管理硕士, 哲学博士, 工商管理博士（DBA）          | 1908年   |
| 哥伦比亚商学院         | 哥伦比亚大学   | 工商管理硕士, 哲学博士                               | 1916年   |
| S.C.约翰逊管理研究学院 | 康乃爾大學     | 工商管理硕士, 哲学博士                               | 1946年   |
| 耶鲁管理学院           | 耶鲁大学       | 工商管理硕士, 哲学博士                               | 1976年   |

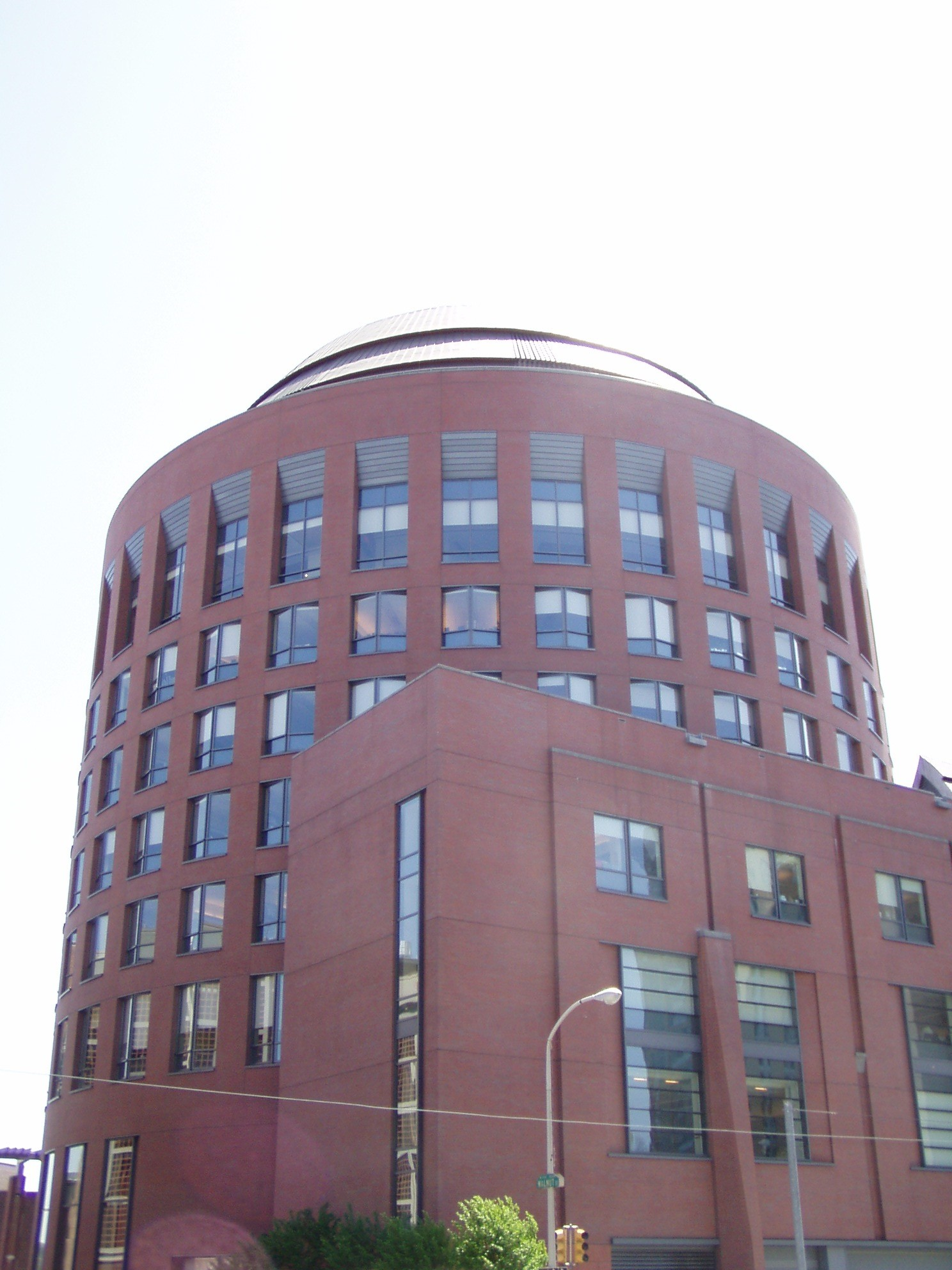
華頓商学院Huntsman大楼。

在常春藤盟校中，布朗大学和普林斯顿大学没有开设商学院。普林斯顿大学建立本德海姆金融研究中心，该研究中心专注于「纯粹的金融研究」，能授予毕业生金融类学士和硕士学位。布朗大学则开设商业经济学专业，课程有商业、机构组织以及创业方向。
所有的常春藤联盟商学院都坐落于美国东北部，且都为独立运作的私立大学。据《金融时报》报道，时至2006年，常春藤联盟商学院仍支配着全球顶尖MBA市场。而《福布斯》杂志则宣称，金融起家的亿万富翁大多都受过较高的教育，他们中55%有研究生学位，其中拥有MBA学位的90%，其学位都来自常春藤联盟商学院中的哈佛商学院、哥伦比亚商学院和華頓商学院三者之中的一所。

## “常春藤联盟”的使用

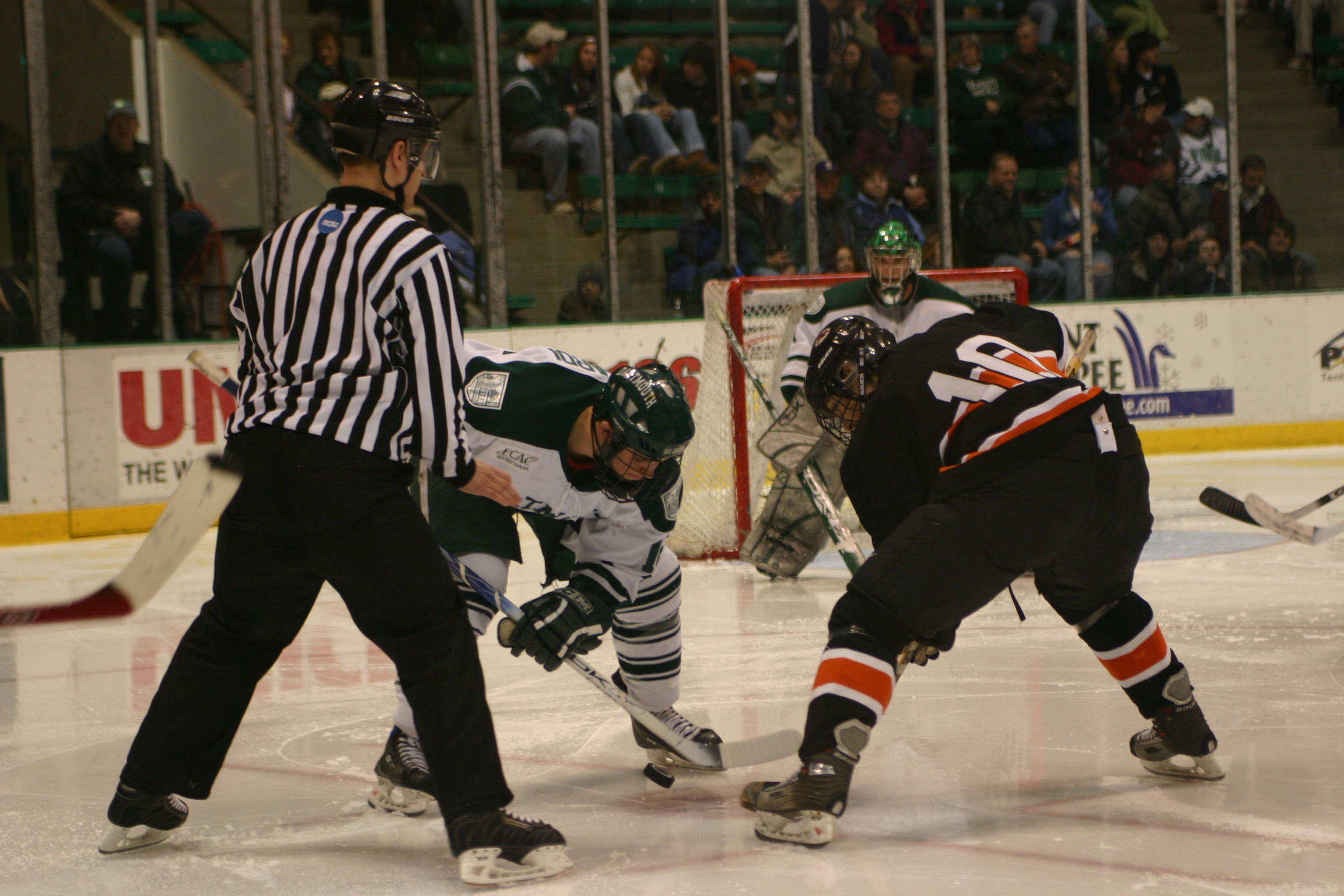
常春藤联盟体育赛事联盟：
达特茅斯学院 VS 普林斯顿大学。

“常春藤联盟”这一名称来源于该8所高等学府组成的体育赛事联盟，现在更多的视这一称号为8所高等学府所代表的学术集团。而广义上来说，它也指这8所高等学府所组成的社交群体。

## 历史

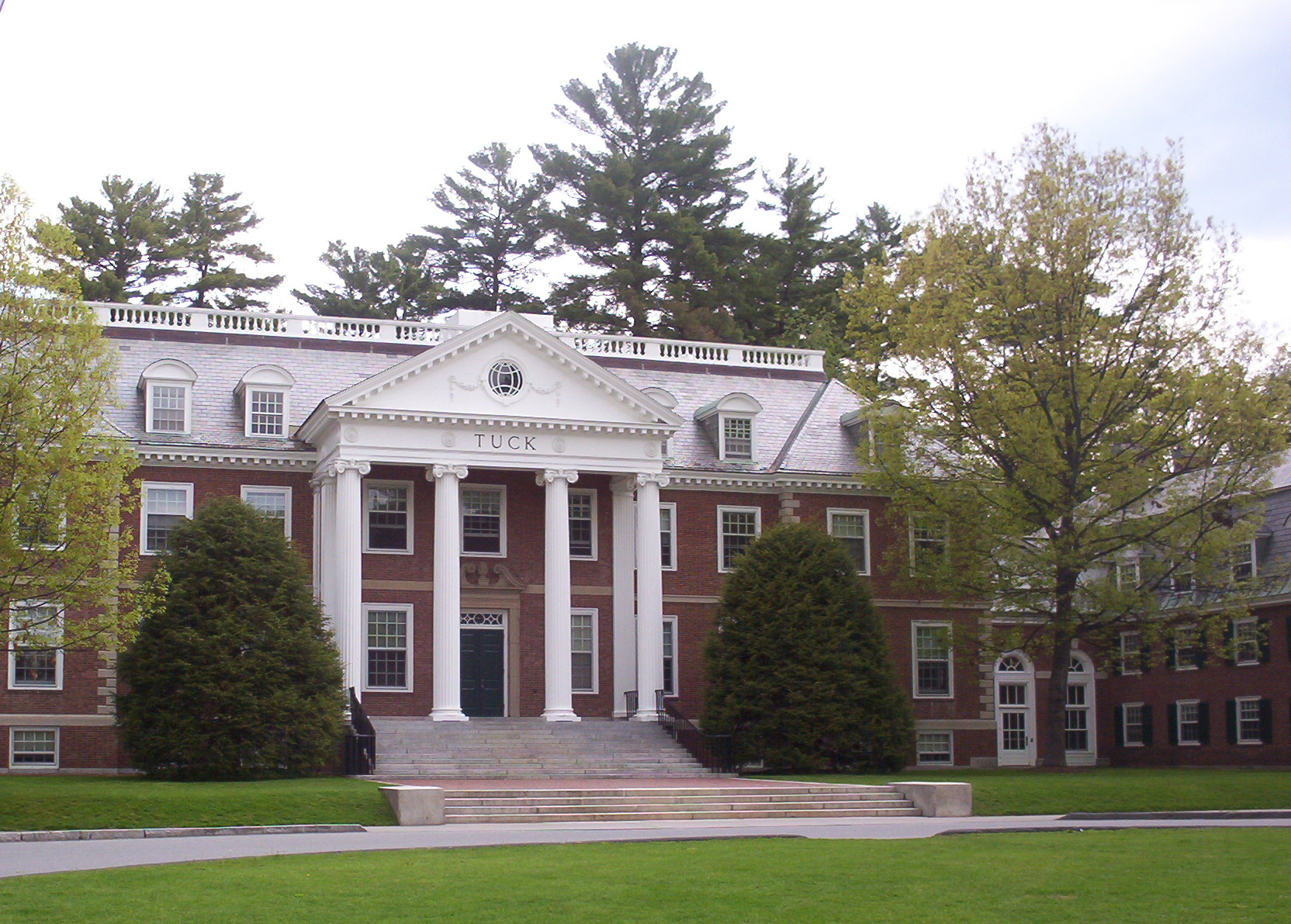
达特茅斯学院的塔克会堂。

在常青藤盟校中建立商学院已有将近百年历史，其中最先建立的商学院是宾夕法尼亚大学的華頓商学院。该学院由乔瑟夫·華頓于1881年所创立，是世界首个大学类商学院，是最具开拓性的商学院。華頓商学院创立的使命是：把在交易中学习商业转变成为严格的系统的专业。華頓商学院写著了首本商学院课程教材，随后成为了首个公共学术机构，主要负责职业管理和学术指导等各方面的行政服务。
在1900年，达特茅斯学院的塔克商学院创立，是首个研究生商学院。在1921年，哈佛商学院成为首个能授予MBA学位的商学院。同年，華頓商学院成立了首个商学院研究中心，名为“工业研究所”。哈佛商学院则于1947年开设了全美首个领导才能和企业家精神课程。

## 排名与声誉
以下是一些出版刊物近年分别给这些商学院做的全职MBA课程排名。不过每一个排名采用标准都不同。《美国新闻与世界报道》强调的是学术声誉；《商业周刊》强调学生的满意度；《华尔街日报》强调的是雇主满意度；《福布斯》看重受教的投资回报。这四个排名主要是全美内的排名，而《金融时报》和《经济学人》则是世界范围内的排名。此外，《金融时报》还基于《经济学人》、《商业周刊》、《华尔街日报》、《福布斯》和《金融时报》五者单独做的调查结果做了一个平均排名，名为“金融时报榜中榜”，并列出全球十大顶尖MBA课程。值得注意的是，2007年的榜中榜是基于商学院往年的排名所得出。
《美国新闻与世界报道》一直在给包括常春藤联盟商学院在内的全美20大商学院做排名。这个排名的前五位已有15年未变动过，一直由属于常春藤联盟的賓州大學華頓商學院與哈佛商学院、非属于常春藤联盟的斯坦福大学商学院、麻省理工大学斯隆商学院、芝加哥大学商学院以及西北大学凯洛格管理学院所占据。
| 学院名称                 | 美国新闻与世界报道 | 商业周刊 | 华尔街日报 | 福布斯 | 金融时报 | 经济学人 | 金融时报榜中榜 |
| ------------------------ | ------------------ | -------- | ---------- | ------ | -------- | -------- | -------------- |
| 塔克商学院               | 11                 | 12       | 1          | 1      | 12       | 5        | 2              |
| 哥伦比亚商学院           | 8                  | 7        | 3          | 6      | 4        | 21       | 1              |
| 哈佛商学院               | 5                  | 2        | 14         | 3      | 3        | 12       | 5              |
| S.C.约翰逊管理研究生学院 | 15                 | 11       | 16         | 10     | 34       | 28       | NR             |
| 華頓商学院               | 1                  | 4        | 11         | 5      | 1        | 17       | 3              |
| 耶鲁管理学院             | 7                  | 24       | 8          | 8      | 19       | 30       | 10             |